# Hemípters
Els hemípters (Hemiptera) són un gran ordre d'insectes neòpters, que comprèn entre més de 80.000 i 104.000 espècies conegudes, segons la font, distribuïdes per tot el món. L'ordre inclou insectes tan coneguts com les xinxes, els pugons, les cigales, les xitxarretes i les xinxes assassines. Tenen una mida que va des d'1 mm fins al voltant de 15 cm, i comparteixen una disposició comuna d'aparells bucals per perforar i xuclar. Els entomòlegs reserven el terme insecte per als heteròpters, un terme que no inclou altres artròpodes o insectes d'altres ordres com ara formigues, abelles, escarabats o papallones.
La majoria dels hemípters s'alimenten de plantes, utilitzant les seves peces bucals xucladores i perforants per extreure la saba de les plantes. Alguns són xucladors de sang o hematòfags, mentre que altres són depredadors que s'alimenten d'altres insectes o petits invertebrats. Viuen en una gran varietat d'hàbitats, generalment terrestres, encara que alguns estan adaptats a la vida dins o a la superfície de l'aigua dolça (per exemple, gèrrids, barquers, insectes gegants d'aigua ). Els hemípters són hemimetàbols, amb nimfes joves que s'assemblen una mica als adults. Molts pugons són capaços de la partenogènesi, produint cries a partir d'ous no fecundats; això els ajuda a reproduir-se molt ràpidament en condicions favorables.
Els humans han interactuat amb els hemípters durant mil·lennis. Algunes espècies, incloent-hi molts pugons, són plagues agrícoles importants, que perjudiquen els cultius xuclant la saba. Altres perjudiquen els humans més directament com a transmissors de malalties víriques greus. La xinxa és un paràsit persistent dels humans, i alguns xinxes que piquen poden transmetre la malaltia de Chagas. Algunes espècies s'han utilitzat per al control biològic de plagues d'insectes o de plantes invasores. Uns quants hemípters, s'han conreat per a l'extracció de colorants com la cotxinilla i el carmí, i per a la goma laca. Les cigales s'han utilitzat com a aliment i han aparegut a la literatura des de la Ilíada a l'antiga Grècia.

## Diversitat
Els hemípters, amb més de 95.000 espècies anomenades, és l'ordre més gran d'insectes hemimetàbols, que no pateixen una metamorfosi completa; encara que alguns exemples com els cocoïdeus masculins pateixen una forma de metamorfosi completa. Altres ordres d'insectes amb més espècies són tots holometàbols, és a dir, tenen un estadi pupal i pateixen una metamorfosi completa. La majoria de les espècies són terrestres, incloses diverses plagues agrícoles importants, però algunes es troben en hàbitats d'aigua dolça. Aquests inclouen els coríxids, notonèctids, gèrrids i belostomàtics.

## Morfologia

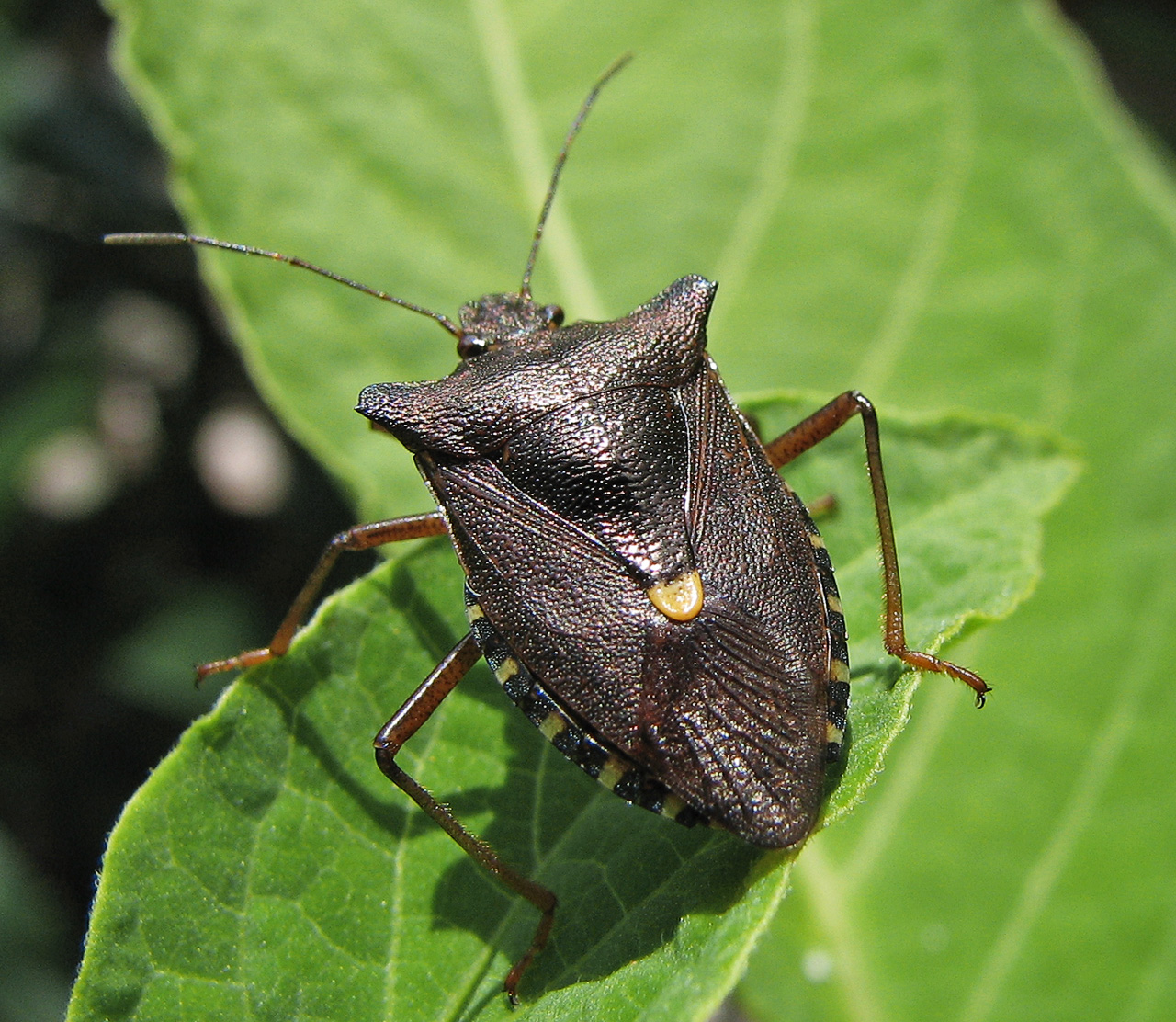
Pentatoma rufipes, un heteròpter, amb ales de base endurida

Els hemípters tenen unes peces bucals modificades formant una estructura en forma de bec denominada rostre adaptada per a perforar i succionar líquids de plantes (com saba) i animals (per exemple, sang). En el rostre, les mandíbules i les maxil·les tenen forma d'agulla i estan embolicades pel llavi; tot el conjunt està normalment plegat en la part ventral del cos quan no s'utilitza.
Posseeixen un parell d'ulls composts complexos a ambdós costats del cap, i en molts casos ulls simples sobre el front, entre els composts. Les antenes no tenen molts segments (rarament més de deu), però poden ser molt llargues. Les potes estan adaptades per a caminar, saltar, agafar o fins i tot nedar (xinxes aquàtiques).
En general posseeixen dos parells d'ales i, moltes vegades, les anteriors estan més o menys endurides; no obstant no són rares les formes àpteres. Els heteròpters tenen les ales anteriors amb la meitat basal endurida i la meitat distal membranosa i per això es denominen hemèlitres ("meitat èlitres"); els altres grups tenen les ales anteriors membranoses o uniformement endurides. Alguns grups, com les cigales estridulen fregant les seves ales ("cant de la cigala").

## Locomoció
Els hemípters fan ús d'una gran varietat de modes de locomoció, com ara nedar, patinar sobre la superfície de l'aigua i saltar, així com caminar i volar com altres insectes.

## Desenvolupament
Els hemípters són insectes hemimetàbols, és a dir, tenen una metamorfosi incompleta. Travessen dos estadis, nimfa i imago (adult). Les nimfes són semblants als adults, però no tenen gònades ni ales, i muden fins a cinc vegades abans de convertir-se en insectes alats i madurs sexualment.

## Alimentació

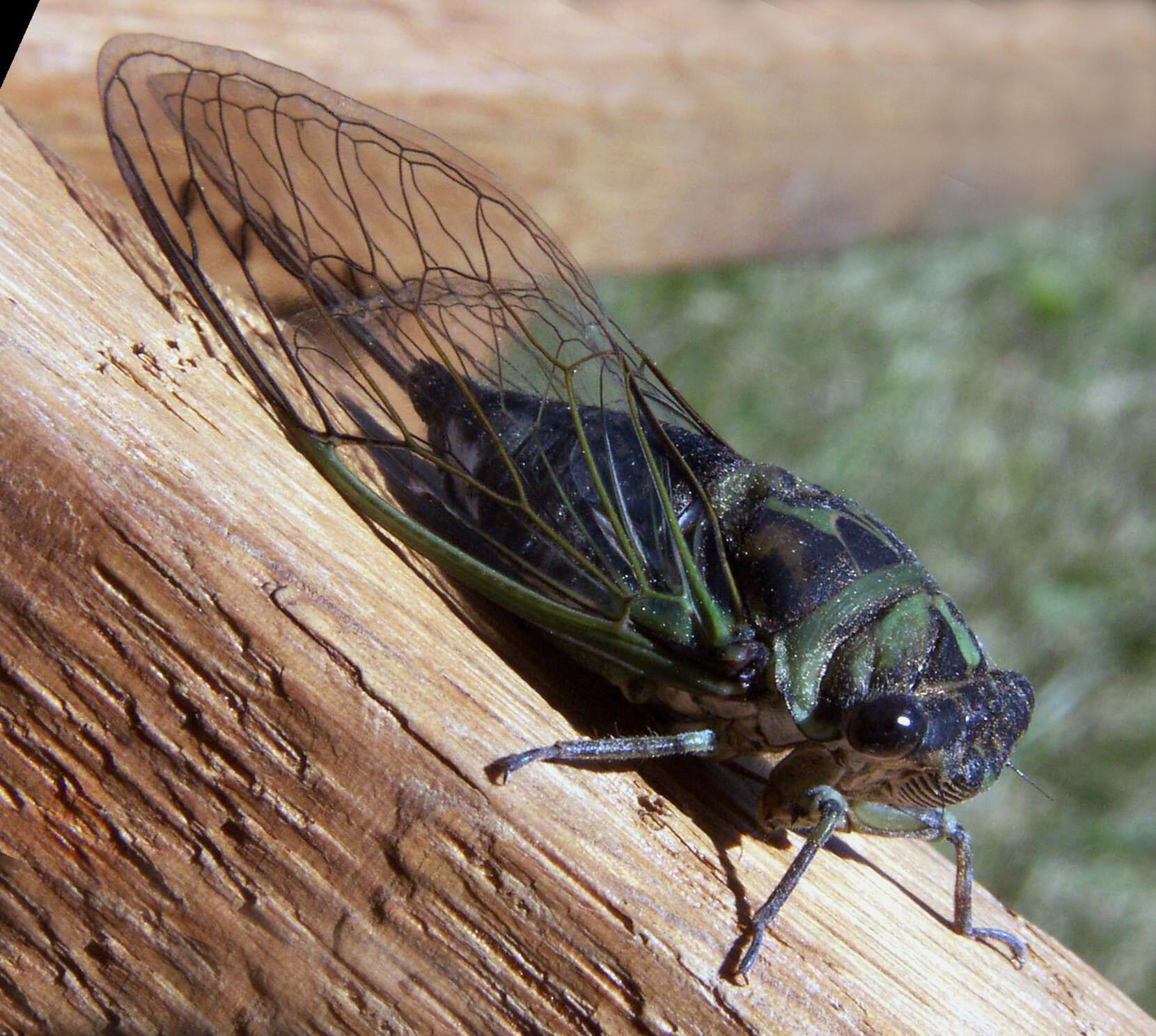
Tibicen linnei, un homòpter, amb les ales totalment membranoses

Molts hemípters s'alimenten de plantes (fitòfagues) i poden ser plagues per a l'agricultura i per a les plantacions forestals, com és el cas de Corythucha salicata i dels pugons.
També hi ha força espècies depredadores que s'alimenten d'altres insectes, essent imprescindibles en el control de les poblacions naturals de plagues potencials i útils en el control biològic.
Certes espècies són ectoparàsites de vertebrats, als que xuclen la sang (hematòfags). Alguns són importants transmissors de patògens. A l'Amèrica Central i Amèrica del Sud els Triatominae (Triatoma, Rhodnius, Panstrongylus) són importants vectors de la malaltia de Chagas (tripanosomosi americana). Les epidèmies es combaten millorant les construccions, amb insecticides i aïllant i tractant ràpidament de les persones malaltes.

## Evolució i paleontologia
Es coneixen fòssils d'hemípters (tant heteròpters com homòpters) des del Carbonífer; al Juràssic hi ha proves de la diferenciació de la majoria de les famílies. Els seus fòssils abunden a l'ambre del Cenozoic; s'han catalogat més de 600 espècies fòssils i la majoria poden adscriure's a gèneres actuals.

## Classificació i filogènia
La filogènia i classificació dels hemípters és complexa i està encara en estudi. Tres són les principals hipòtesis.

### Hipòtesi tradicional
De manera tradicional, els hemípters s'han subdividit en dos grans grups, els heteròpters i els homòpters. Durant bona part del segle xx, els especialistes han discrepat sobre el concepte, l'extensió i la categoria taxonòmica dels hemípters, heteròpters i homòpters. Així, unes vegades els hemípters es consideraven com un ordre amb dos subordres (homòpters i heteròpters), i unes altres, homòpters i heteròpters han estat considerats com ordres independents.
|           | Heteroptera                                                        |
|           |                                                                    |
| Homoptera | \| \| Auchenorrhyncha \| \| \| \| \| \| Sternorrhyncha \| \| \| \| |
|           | \| \| Auchenorrhyncha \| \| \| \| \| \| Sternorrhyncha \| \| \| \| |
|           | Auchenorrhyncha                                                    |
|           |                                                                    |
|           | Sternorrhyncha                                                     |
|           |                                                                    |

|  | Auchenorrhyncha |
|  |                 |
|  | Sternorrhyncha  |
|  |                 |

### Homòpters i auquenorrincs parafilètics
Segons la sistemàtica cladística, ja sigui basada en dades morfològiques com en dades moleculars, els heteròpters formen un clade, essent per tant monofilètics, mentre que els homòpters són clarament parafilètics, com pot comprovar-se en el següent cladograma, basat en Sorensen et al.:
|               | ARCHAEORRHYNCHA                                                 |
|               |                                                                 |
| PROSORRHYNCHA | \| \| Peloridiomorpha \| \| \| \| \| \| Heteroptera \| \| \| \| |
|               | \| \| Peloridiomorpha \| \| \| \| \| \| Heteroptera \| \| \| \| |
|               | Peloridiomorpha                                                 |
|               |                                                                 |
|               | Heteroptera                                                     |
|               |                                                                 |

|  | Peloridiomorpha |
|  |                 |
|  | Heteroptera     |
|  |                 |

|               | ARCHAEORRHYNCHA                                                 |
|               |                                                                 |
| PROSORRHYNCHA | \| \| Peloridiomorpha \| \| \| \| \| \| Heteroptera \| \| \| \| |
|               | \| \| Peloridiomorpha \| \| \| \| \| \| Heteroptera \| \| \| \| |
|               | Peloridiomorpha                                                 |
|               |                                                                 |
|               | Heteroptera                                                     |
|               |                                                                 |

|  | Peloridiomorpha |
|  |                 |
|  | Heteroptera     |
|  |                 |

|               | ARCHAEORRHYNCHA                                                 |
|               |                                                                 |
| PROSORRHYNCHA | \| \| Peloridiomorpha \| \| \| \| \| \| Heteroptera \| \| \| \| |
|               | \| \| Peloridiomorpha \| \| \| \| \| \| Heteroptera \| \| \| \| |
|               | Peloridiomorpha                                                 |
|               |                                                                 |
|               | Heteroptera                                                     |
|               |                                                                 |

|  | Peloridiomorpha |
|  |                 |
|  | Heteroptera     |
|  |                 |

|               | ARCHAEORRHYNCHA                                                 |
|               |                                                                 |
| PROSORRHYNCHA | \| \| Peloridiomorpha \| \| \| \| \| \| Heteroptera \| \| \| \| |
|               | \| \| Peloridiomorpha \| \| \| \| \| \| Heteroptera \| \| \| \| |
|               | Peloridiomorpha                                                 |
|               |                                                                 |
|               | Heteroptera                                                     |
|               |                                                                 |

|  | Peloridiomorpha |
|  |                 |
|  | Heteroptera     |
|  |                 |

|               | ARCHAEORRHYNCHA                                                 |
|               |                                                                 |
| PROSORRHYNCHA | \| \| Peloridiomorpha \| \| \| \| \| \| Heteroptera \| \| \| \| |
|               | \| \| Peloridiomorpha \| \| \| \| \| \| Heteroptera \| \| \| \| |
|               | Peloridiomorpha                                                 |
|               |                                                                 |
|               | Heteroptera                                                     |
|               |                                                                 |

|  | Peloridiomorpha |
|  |                 |
|  | Heteroptera     |
|  |                 |

|               | ARCHAEORRHYNCHA                                                 |
|               |                                                                 |
| PROSORRHYNCHA | \| \| Peloridiomorpha \| \| \| \| \| \| Heteroptera \| \| \| \| |
|               | \| \| Peloridiomorpha \| \| \| \| \| \| Heteroptera \| \| \| \| |
|               | Peloridiomorpha                                                 |
|               |                                                                 |
|               | Heteroptera                                                     |
|               |                                                                 |

|  | Peloridiomorpha |
|  |                 |
|  | Heteroptera     |
|  |                 |

|               | ARCHAEORRHYNCHA                                                 |
|               |                                                                 |
| PROSORRHYNCHA | \| \| Peloridiomorpha \| \| \| \| \| \| Heteroptera \| \| \| \| |
|               | \| \| Peloridiomorpha \| \| \| \| \| \| Heteroptera \| \| \| \| |
|               | Peloridiomorpha                                                 |
|               |                                                                 |
|               | Heteroptera                                                     |
|               |                                                                 |

|  | Peloridiomorpha |
|  |                 |
|  | Heteroptera     |
|  |                 |

|               | ARCHAEORRHYNCHA                                                 |
|               |                                                                 |
| PROSORRHYNCHA | \| \| Peloridiomorpha \| \| \| \| \| \| Heteroptera \| \| \| \| |
|               | \| \| Peloridiomorpha \| \| \| \| \| \| Heteroptera \| \| \| \| |
|               | Peloridiomorpha                                                 |
|               |                                                                 |
|               | Heteroptera                                                     |
|               |                                                                 |

|  | Peloridiomorpha |
|  |                 |
|  | Heteroptera     |
|  |                 |

Raphigaster nebulosa, un heteròpter

Els subordres reconeguts pels esmentats autors s'han ressaltat en majúscules. Algunes classificacions donen a Peloridiomorpha la categoria de subordre, amb el nom de Coleorrhyncha, amb el que Heteroptera assoleix també la categoria de subordre; en cap cas es continua mantenint l'antic tàxon Homoptera, ni el seu tàxon subordinat Auchenorrhyncha (Clypeorrhincha + Archaeorrhyncha) que esdevé parafilètic.

### Homòpters parafilètics però auquenorrincs monofilètics
No obstant, les darreres recerques mostren que els auquenorrincs són un llinatge monofilètic.
|                 | Coleorrhyncha                                                            |
|                 |                                                                          |
| Auchenorrhyncha | \| \| Fulgoromorpha \| \| \| \| \| \| Cicadomorpha (cigales) \| \| \| \| |
|                 | \| \| Fulgoromorpha \| \| \| \| \| \| Cicadomorpha (cigales) \| \| \| \| |
|                 | Fulgoromorpha                                                            |
|                 |                                                                          |
|                 | Cicadomorpha (cigales)                                                   |
|                 |                                                                          |

|  | Fulgoromorpha          |
|  |                        |
|  | Cicadomorpha (cigales) |
|  |                        |

|                 | Coleorrhyncha                                                            |
|                 |                                                                          |
| Auchenorrhyncha | \| \| Fulgoromorpha \| \| \| \| \| \| Cicadomorpha (cigales) \| \| \| \| |
|                 | \| \| Fulgoromorpha \| \| \| \| \| \| Cicadomorpha (cigales) \| \| \| \| |
|                 | Fulgoromorpha                                                            |
|                 |                                                                          |
|                 | Cicadomorpha (cigales)                                                   |
|                 |                                                                          |

|  | Fulgoromorpha          |
|  |                        |
|  | Cicadomorpha (cigales) |
|  |                        |

|                 | Coleorrhyncha                                                            |
|                 |                                                                          |
| Auchenorrhyncha | \| \| Fulgoromorpha \| \| \| \| \| \| Cicadomorpha (cigales) \| \| \| \| |
|                 | \| \| Fulgoromorpha \| \| \| \| \| \| Cicadomorpha (cigales) \| \| \| \| |
|                 | Fulgoromorpha                                                            |
|                 |                                                                          |
|                 | Cicadomorpha (cigales)                                                   |
|                 |                                                                          |

|  | Fulgoromorpha          |
|  |                        |
|  | Cicadomorpha (cigales) |
|  |                        |

|                 | Coleorrhyncha                                                            |
|                 |                                                                          |
| Auchenorrhyncha | \| \| Fulgoromorpha \| \| \| \| \| \| Cicadomorpha (cigales) \| \| \| \| |
|                 | \| \| Fulgoromorpha \| \| \| \| \| \| Cicadomorpha (cigales) \| \| \| \| |
|                 | Fulgoromorpha                                                            |
|                 |                                                                          |
|                 | Cicadomorpha (cigales)                                                   |
|                 |                                                                          |

|  | Fulgoromorpha          |
|  |                        |
|  | Cicadomorpha (cigales) |
|  |                        |

### Taxonomia
A partir de la darrera hipòtesi, es desprèn la següent classificació:
Subordre Sternorrhyncha
- Superfamília Aleyrodoidea
- Superfamília Aphidoidea
- Superfamília Coccoidea
- Superfamília Phylloxeroidea
- Superfamília Psylloidea

Subordre Heteroptera
- Infraordre Cimicomorpha
- Infraordre Dipsocoromorpha
- Infraordre Enicocephalomorpha
- Infraordre Gerromorpha
- Infraordre Leptopodomorpha
- Infraordre Nepomorpha
- Infraordre Pentatomomorpha

Subordre Coleorrhyncha
- Família Peloridiidae

Subordre Auchenorrhyncha
- Infraordre Cicadomorpha
  - Superfamília Cercopoidea
  - Superfamíla Cicadoidea
  - Superfamília Membracoidea
- Infraordre Fulgoromorpha
  - Superfamília Fulgoroidea